# 亚罗波尔克二世·弗拉基米罗维奇
亚罗波尔克二世·弗拉基米罗维奇 Яропо́лк II Влади́мирович（1082年—1139年2月18日），古罗斯王公，佩列亚斯拉夫王公（1114年~1132年），基辅大公（1132年~1139年）。 

## 事迹
亚罗波尔克·弗拉基米罗维奇为基辅大公弗拉基米尔·莫诺马赫之子。他在年轻时代积极参与其父领导的反对波洛韦茨人的斗争，参加了1103年、1107年、1111年和1113年全罗斯王公对波洛韦茨人的联合远征。弗拉基米尔·莫诺马赫后来在1113年斯维亚托波尔克二世·伊贾斯拉维奇大公死后被基辅的大贵族们迎立为大公。
1114年，在兄长斯维亚托斯拉夫·弗拉基米罗维奇王公去世后，亚罗波尔克·弗拉基米罗维奇成为佩列亚斯拉夫（弗拉基米尔·莫诺马赫的原领地）的统治者。他完全按照父亲的指示行事。弗拉基米尔·莫诺马赫去世后，基辅大公的公位先由其长子姆斯季斯拉夫·弗拉基米罗维奇继承，姆斯季斯拉夫死后归于亚罗波尔克·弗拉基米罗维奇（1132年）。
在亚罗波尔克·弗拉基米罗维奇在位时期，切尔尼戈夫王公弗谢沃洛德·奥利戈维奇多次向大公宝座发起挑战。亚罗波尔克去世后，大公公位终于被弗谢沃洛德夺走（1139年）。

## 家庭
- 妻子：叶莲娜，1116年结婚
- 子女：瓦西里科·亚罗波尔科维奇

## 资料来源
- 苏联历史百科全书，1961~1973